# Stanice Deep Space Nine
Stanice Deep Space Nine (ve zkratce DS9) je fiktivní vesmírná stanice ve sci-fi seriálu Star Trek: Stanice Deep Space Nine (v původním českém překladu Hluboký vesmír devět). Stanice slouží jako základna pro výzkum kvadrantu Gamma skrze bajorskou červí díru a jako křižovatka a obchodní centrum pro návštěvníky sektoru. Stanici řídí společná posádka Hvězdné flotily a Bajoru. Na stanici jsou přiděleny hvězdná loď USS Defiant a několik runaboutů. Stanice a její posádka hrají klíčovou úlohu v událostech v bajorském sektoru, červí díře a války s Dominionem, popisovaných v seriálu.

## Design
Vzhled stanice navrhli Herman Zimmerman a Rick Sternbach. Na designu se dále podíleli, Ricardo Delgado, Joseph Hodges, Nathan Crowley, Rob Legato, Gary Hutzel, Michael Okuda a producent seriálu Rick Berman. Model používaný při natáčení vyrobil Tony Meininger.

## Popis
Stanice má více než jeden kilometr v průměru. Skládá se z širokého vnějšího prstence, který slouží jako dok a vnitřního prstence, kde jsou obytné prostory. V modulu ve středu stanice je promenáda, reaktor, velicí středisko (známé jako „Ops“). Z vnějšího prstence vybíhá šest pylonů rovnoměrně rozmístěných po obvodu stanice, tři nahoru a tři dolů. 
Stanice je umístěna u ústí červí díry, tři hodiny cesty raketoplánem od Bajoru.
Hlavním veřejným prostorem je Promenáda, kde se setkávají obyvatelé a návštěvníci stanice. Zde lze nalézt Quarkův Bar, ošetřovnu, replimat (samoobslužná jídelna), Bajorskou kapli, Garakovo krejčovství, kancelář velitele bezpečnosti Oda, Klingonskou restauraci, školu Keiko O'Brienové a další zařízení služeb. Na stanici je asi 300 stálých obyvatel. Kapacita stanice je však až 7000 osob.
Existuje ještě jedna stejná stanice, Empok Nor.

## Historie
Stanici postavili Cardassiané v letech 2346–2351 pod názvem Terok Nor na orbitě Bajoru. Využili k tomu otrockou práci Bajoranů. Stanici velel Gul Dukat, poslední prefekt na Bajoru. Po ukončení cardassijské okupace Bajoru v roce 2369 se Cardassiané ze stanice stáhli a vzali s sebou vše, co mělo nějakou hodnotu.
V roce 2369 tak převzali kontrolu nad stanici Bajorané. Prozatímní vláda Bajoru si vyžádala pomoc Spojené federace planet, která stanici označila Deep Space Nine a velitelem jmenovala komandéra Benjamina Siska. I přes přítomnost Federace stanice podléhala bajorským zákonům. Brzy poté byla objevena Bajorská červí díra a stanice byla přemístěna k jejímu ústí, čímž získala velký obchodní, vědecký a strategický význam.
Po setkání s Dominionem byla stanice zcela přezbrojena, zbraňové systémy byly mohutně posíleny v reakci na zjištěný vojenský potenciál Dominionu. Nicméně tyto zbraně byly poprvé využity proti Klingonům při jejich útoku na Cardassii na počátku roku 2372. Koncem roku 2373 stanici na čas dobyl Dominion, ale Federace a Klingoni ji získali zpět počátkem roku 2374. 
Až na několik výjimek – nepovedený vojenský převrat na Bajoru, okupace Dominionu, krátká dovolená – byl velitelem stanice Benjamin Sisko, povýšený v roce 2371 do hodnosti kapitána. V roce 2375 převzala velení plukovník Kira Nerys z Bajorské milice.